# Krasnovia
- Commons
- Wikispecies

Krasnovia é um género botânico pertencente à família Apiaceae.